# Grammomys caniceps
Grammomys caniceps és una espècie de mamífer rosegador de la família dels múrids. Viu a Kenya i el sud de Somàlia. El seu hàbitat natural són els matollars costaners secs. Es desconeix si hi ha cap amenaça significativa per a la supervivència d'aquesta espècie. El seu nom específic, caniceps, significa ‘cap cendrós’ en llatí.